# Nguyễn Thị Duệ
Nguyễn Thị Duệ (chữ Hán: 阮氏叡; 1574-1654), hiệu Diệu Huyền, là một nữ danh sĩ Việt Nam vào cuối thế kỷ XVI đầu thế kỷ XVII.

## Tiểu sử
Nguyễn Thị Duệ, có tài liệu ghi là hay Nguyễn Thị Du (阮氏游) hay  Diệu Huyền , hoặc Nguyễn Thị Ngọc Toàn (阮氏玉瓚), sinh ngày 14 tháng 3 năm 1574, người ở Kiệt Đặc (nay là phường Văn An, thành phố Chí Linh, tỉnh Hải Dương).
Bà là người tuyệt sắc, lại rất thông minh, 10 tuổi đã biết làm văn bài nên được nhiều nhà quyền quý đến xin hỏi cưới, nhưng gia đình không thuận. Năm 1592, chúa Trịnh Tùng đem quân đánh chiếm kinh đô Thăng Long, nhà Mạc chạy lên Cao Bằng. Nguyễn Thị Duệ cùng gia đình đi theo.
Là một người hiếu học, song luật lệ bấy giờ không cho phép con gái được học hành thi cử, Nguyễn Thị Duệ phải giả trai để dự việc đèn sách. Tương truyền, khoa thi Hội năm Giáp Ngọ (1594) bà mang tên giả là Nguyễn Du đi thi và đỗ đầu khi tuổi vừa 20. Đến khi mở yến tiệc chiêu đãi các tân khoa, vua Mạc Kính Cung thấy vị tiến sĩ trẻ dáng vẻ mảnh mai, mặt mày thanh tú... nên sinh lòng ngờ vực, gạn hỏi và khám phá ra bà là gái giả trai. Bà cải trang đi thi như thế là phạm tội khi quân, nhưng vua Mạc không những không trừng phạt mà còn khen ngợi bà.
Sau đó, vua nhà Mạc vời bà vào cung để dạy các phi tần, rồi được tuyển làm phi: Tinh Phi (Sao Sa) ngụ ý khen bà vừa xinh đẹp vừa sáng láng như một vì sao. Người ta quen gọi là "Bà Chúa Sao".
Năm 1625, quân Lê - Trịnh tiến lên Cao Bằng diệt nhà Mạc. Nguyễn Thị Duệ vào rừng ẩn náu, bị quân lính bắt được. Mến tài, chúa Trịnh vẫn cho bà trông coi việc dạy học trong vương phủ. Năm 70 tuổi, Nguyễn Thị Duệ xin về nghỉ nơi quê nhà.
Bà qua đời ngày 8 tháng 11 năm 1654, hưởng thọ 81 tuổi. Khi bà mất, người dân địa phương lập đền thờ, tôn bà làm phúc thần.

## Nhân cách
Khi còn làm việc quan, bà rất quan tâm đến việc thi cử, bồi dưỡng nhân tài. Phần lớn ở các kỳ thi đình, thi hội; tất cả bài vở đều qua tay bà chấm chọn. Mỗi tháng vài kỳ, bà cùng các bậc túc nho đến giảng dạy, ôn tập cho các sĩ tử. Ngoài ra, bà còn xin triều đình cấp nhiều mẫu ruộng tốt, cho canh tác lấy huê lợi, giúp đỡ học trò nghèo biết chăm chỉ.
Người ta còn truyền tụng câu chuyện: Thuở hàn vi, anh trai Nguyễn Thị Duệ bị người trong làng hãm hại, nhưng khi vinh hiển, bà không hề nghĩ đến thù riêng mà sát hại những người đó.
Một lần dự cuộc vui, Nguyễn Thị Duệ quen được hoàng hậu Trịnh Thị Ngọc Trúc (vợ vua Lê Thần Tông). Từ đấy, bà thường cùng hoàng hậu đi lễ chùa, gặp các nhà sư thông tuệ, đạo hạnh; gặp gỡ các sĩ phu có tài, như Giang Văn Minh, Khương Thế Hiền,... để hiểu rõ tình hình trong nước nhằm giúp vua, chúa kịp thời điều chỉnh chính sách cho phù hợp. Do nhiều công lao, bà được thăng chức "Chiêu Nghi" hiệu là "Nghi Ái Quan".
Tuổi cao, Nguyễn Thị Duệ cáo quan về lại quê nhà, bà dựng am Đào hoa để có nơi đọc sách và bảo ban các sĩ tử trong làng.
Vua Lê giao cho bà số thuế hằng năm của tổng Kiệt Đặc để làm bổng lộc; bà chỉ dành một ít tiền chi dụng, còn bao nhiêu bà dành hết cho việc công ích và trợ giúp người nghèo.
Về sáng tác, theo Công dư tiệp ký của Vũ Phương Đề (1697-?), thì: "Văn thơ của bà rất nhiều, nhưng nay không còn bài nào. Bà có làm bài Gia ký bằng Quốc âm thuật lại các việc riêng và tự ví mình như Bạc Thị."
Bài Gia ký có mấy câu rằng: 
Kém gì một chút đảo điên,
So le Bạc Thị vốn duyên Hán hoàng.
Nữ nhi dù đặng có lề
Ắt là tay thiếp kém gì trạng nguyên.

## Ghi công
Trên website Phụ nữ Việt Nam viết:
 Dưới thời phong kiến ở Việt Nam, tư tưởng "trọng nam khinh nữ" đã không cho giới nữ được bình đẳng với nam giới, kể cả việc học hành, thi cử. Vậy mà có một người con gái tài sắc, đức độ, trí tuệ trác việt đã vượt qua luật lệ khắt khe đó, đạt tới học vị tiến sĩ. Đó là Nguyễn Thị Duệ.
Danh sĩ Vũ Phương Đề khen ngợi bà là:
Lễ sư thông tuệ, nhất kính chiếu tam vương (Công Dư tiệp ký)
Tháp mộ Nguyễn Thị Duệ trên đỉnh một quả đồi cạnh núi Phượng Hoàng (Chí Linh, Hải Dương). Cuối triều Lê, Tinh Phi cổ tháp được xếp vào hàng Chí Linh bát cổ, trong đó có những câu:
Lạ thay nhất kính chiếu ba vương
Kiệt Đặc tinh phi vốn cố hương
Đẹp tuyệt trần gian thêm sắc sảo
Đỗ đầu thi Hội nổi văn chương
Mất còn truyện ấy thây dâu bể
Mến trọng ơn này, tự phấn hương
Gia ký hai câu còn để lại
Tháp hoa đầu núi mấy tinh sương
Đình làng Kiệt Đoài có một pho tượng đẹp gọi là Vua Bà (tức Nguyễn Thị Duệ) và một sắc phong thờ phụng: "chánh vương phủ, thị nội cung tần, lế sư Nguyễn Thị Ngọc tôn thần. Người có công giúp nước, che chở cho dân...". Ngoài ra tại thôn Trung Hà, xã Nam Tân, huyện Nam Sách (đất phong của bà, khi địa phương này thuộc huyện Chí Linh) cũng có đền thờ bà gồm có tượng và sắc phong từ hơn 100 năm của các triều đại phong kiến Việt Nam, hiện vẫn còn tồn tại. Theo GSTS Nguyễn Lân Dũng, bà được coi là Nữ tiến sĩ đầu tiên ở Việt Nam. 
Năm 2004, có tám vị đại khoa của Hải Dương là hiền tài của đất nước được đúc tượng đồng và khám thờ, trong đó có nữ Tiến sĩ Nguyễn Thị Duệ. Bà được thờ cùng Khổng Tử tại hậu cung Văn miếu Mao Điền (Hải Dương).
Tháng 12-2020, Ủy ban Nhân dân Thành phố Hà Nội quyết định đặt tên Nguyễn Thị Duệ cho một con phố ở Quận Cầu Giấy.